# Anne Reid
Anne Reid MBE (Newcastle upon Tyne, 28 mei 1935) is een Engelse film- en televisieactrice, het best bekend door haar rol als Valerie Tatlock in Coronation Street.
Haar rol in die serie was zeer populair bij haar fans, vooral door Valeries huwelijk met Ken Barlow (een andere rol in Coronation Street). Het fictieve huwelijk met Barlow op 1 augustus 1962 werd bekeken door 15,8 miljoen kijkers. De doop van hun tweeling werd door 17,8 miljoen kijkers gezien.
In november 1970 kondigde Reid aan te stoppen met Coronation Street omdat zij zwanger was. Op 26 januari 1971 keken 18.26 miljoen kijkers naar haar laatste optreden in de serie.
Van 1998 tot 2000 speelde Reid de rol van Jean in de BBC-komedieserie Dinnerladies, geschreven door Victoria Wood, en zij trad op in andere televisieprogramma's zoals The Adventures of Robin Hood (1958), Benny Hill (1957), Hancock's Half Hour, Casualty (1992), Boon (1988), en Hetty Wainthropp Investigates (1996). Ook was ze te zien in de Doctor Who-serie The Curse of Fenric, die in oktober 1989 werd uitgezonden.
In 2003 speelde Reid een rol in Midsomer Murders in de aflevering "A Tale of Two Hamlets". Zij had ook een belangrijke rol in het ITV-drama Life Begins, van 2004 tot 2006, waarin zij acteerde naast Caroline Quentin en Frank Finlay. In oktober 2005 had ze een rol in de BBC-bewerking van Bleak House en in 2006 een kort optreden in Jane Eyre.
In februari 2008 trad Reid op als moeder Joan van Monica Gallagher in Shameless. In oktober 2008 speelde ze de titelrol in In Love with Barbara.
In 2009 was zij te zien in Agatha Christie's Marple, in de aflevering Nemesis, en als Vera naast Maureen Lipman en als Irene in de ITV3-bewerking  van de BBC Radio 4-serie Ladies of Letters.
In 2010 begon ze Mrs Thackeray, de kokkin, te spelen in BBC's hernieuwde serie van Upstairs, Downstairs, en trad ook op in Five Days, New Tricks en Moving On. In 2011 speelde Reid een belangrijk rol in Marchlands, een ITV-drama in vijf delen.
Vanaf 2012 speelt ze, naast Derek Jacobi, een van de hoofdrollen als Celia in Last Tango to Halifax.
In 2002 was zij op toneel in The York Realist in het Royal Court Theatre en later in het West End Theatre. Van september 2005 tot januari 2006 was ze op het toneel van het West End Theatre  te zien in Epitaph for George Dillon, en in juni 2006 trad zij op in School Run, een korte serie van stukken op BBC Radio 4 in het Woman's Hour.
In juni 2007 speelde ze de rol van Jacks moeder in Stephen Sondheims Into The Woods in het Royal Opera House in Covent Garden.
Van januari tot en met mei 2008 was ze te zien in het Royal National Theatre in het stuk Happy Now?, een nieuw toneelstuk door Lucinda Coxon.
Van maart tot en met mei 2009 trad ze op in Donmar Warehouse in Dimetos, een stuk uit 1975  door Athol Fugard.

## Geselecteerde film- en televisierollen
- 1957: Hancock's Half Hour
- 1958: The Adventures of Robin Hood
- 1961 – 1971: Coronation Street
- 1985: Bleak House
- 1986: Victoria Wood As Seen On TV
- 1989: Doctor Who aflevering The Curse of Fenric
- 1992: Casualty
- 1995: Wallace & Gromit: A Close Shave
- 1996: Hetty Wainthropp Investigates
- 1999: Peak Practice
- 2000: Dinnerladies
- 2000: Liam
- 2001: Linda Green
- 2003: Dalziel and Pascoe
- 2003: Midsomer Murders
- 2003: The Mother
- 2003: The Booze Cruise
- 2004: Rose and Maloney
- 2004:  Life Begins
- 2005: A Little Trip to Heaven
- 2005: Bleak House
- 2005: The Booze Cruise II: The Treasure Hunt
- 2006: The Booze Cruise III
- 2006: Jane Eyre
- 2007: The Bad Mother's Handbook
- 2007: Hot Fuzz
- 2007: Doctor Who aflevering Smith and Jones
- 2007: Marple (2007) aflevering Nemesis
- 2008: Shameless
- 2008: In Love with Barbara
- 2009: Ladies of Letters
- 2010: Cemetery Junction
- 2010: Five Days
- 2010: Upstairs, Downstairs
- 2011: Marchlands
- 2012: Last Tango in Halifax

- Bibsys: 6095998
- Bibliothèque nationale de France: cb14052714v (data)
- Gemeinsame Normdatei: 1062474538
- International Standard Name Identifier: 0000 0001 1948 3813
- Library of Congress Control Number: n2006010024
- MusicBrainz: 07beedfb-40d2-4a92-b043-8c982ce62b43
- Nationale Bibliotheek van Tsjechië: xx0184233
- Nationale Bibliotheek van Israël: 987007334876305171
- Nederlandse Thesaurus van Auteursnamen: 291282172
- Système universitaire de documentation: 070952353
- Virtual International Authority File: 34660195
- WorldCat: E39PBJhGXPKMTbBXV4GxbwgHYP

1. ↑  Page N1 | Supplement 64607, 31 December 2024 | London Gazette | The Gazette. Geraadpleegd op 31 december 2024.
2. ↑  https://www.europeanfilmacademy.org/2003.101.0.html; URL (gearchiveerd): https://web.archive.org/web/20190720124603/https://www.europeanfilmacademy.org/2003.101.0.html; geraadpleegd op: 18 december 2019.
3. ↑  https://www.europeanfilmacademy.org/2004.102.0.html; URL (gearchiveerd): https://web.archive.org/web/20190720124252/https://www.europeanfilmacademy.org/2004.102.0.html; geraadpleegd op: 22 december 2019.